# حكيم الدين حبيب الله
حكيم الدين حبيب الله (مواليد 25 سبتمبر 1979) هو سبّاح هندي، مثّل بلاده في الألعاب الأولمبية الصيفية 2000.

## روابط خارجية
حكيم الدين حبيب الله على موقع الاتحاد الدولي للسباحة (الإنجليزية)
- حكيم الدين حبيب الله على موقع اللجنة الأولمبية الدولية (الإنجليزية)
- حكيم الدين حبيب الله على موقع أوليمبيديا (الإنجليزية)